# Joe Harris (acteur)
Pour les articles homonymes, voir Harris et Joe Harris.
Joseph Harris, dit Joe Harris (né le 11 janvier 1870 à Lewiston, dans le Maine et mort le 11 juin 1953  à Hollywood, dans le comté de Los Angeles) est un acteur de cinéma américain de la période du cinéma muet. Il est apparu dans 97 films entre 1913 et 1923.

## Biographie
Né Joseph Harris en 1870 à Lewiston, dans le Maine, de parents irlandais, Joe Harris commence sa carrière cinématographique en 1913 dans The Shadow of Nazareth (en) d'Arthur Maude, film dans lequel il a pour partenaires Constance Crawley (en) et le réalisateur lui-même. Ses premiers rôles majeurs au cinéma ont été dans des productions hollywoodiennes de Venus Features, et il fut l'un des acteurs de base de Powers Picture Plays, qui appartenait au producteur de cinéma Pat Powers. Il a tourné pour de nombreux réalisateurs, parmi lesquels Arthur Maude, J. Farrell MacDonald, Harry A. Pollard, Frank Cooley, William Desmond Taylor, Rex Ingram, John Ford, Lynn Reynolds, B. Reeves Eason ou encore William James Craft.
Il a interprété de nombreux rôles de méchant dans les westerns, souvent face à la star du cinéma muet Harry Carey, figure emblématique du western, avec lequel il est finalement devenu ami. Ils ont souvent travaillé ensemble, apparaissant dans une vingtaine de westerns. Lui et Carey sont restés amis pour la vie, et il a vécu avec Carey et sa famille pendant la majeure partie de sa vie. À la fin des années 1910, il est devenu membre de la John Ford Stock Company, la société par actions de John Ford chez Universal Pictures, avec lequel il a tourné de nombreux films en compagnie de son ami Harry Carey.
Joe Harris est mort le 11 juin 1953 à Hollywood, en Californie, dans la maison de Harry Carey Jr., le fils de son ancien partenaire, à l'âge de 83 ans.

## Filmographie complète

### Comme acteur
- 1913 : The Shadow of Nazareth (en) d'Arthur Maude
- 1913 : A Florentine Tragedy de J. Farrell MacDonald
- 1914 : Withering Roses (en) de Harry A. Pollard
- 1914 : The Bride of Lammermoor (réalisateur inconnu)
- 1914 : Fooling Uncle de Harry A. Pollard
- 1914 : Bess, the Outcast de Harry A. Pollard
- 1914 : Sally's Elopement de Harry A. Pollard
- 1914 : Mary Magdalene (en) d'Arthur Maude
- 1914 : The Wife de Harry A. Pollard
- 1914 : The Sacrifice de Harry A. Pollard
- 1914 : The Professor's Awakening de Harry A. Pollard
- 1914 : Italian Love de Harry A. Pollard
- 1914 : Elsie Venner de J. Farrell MacDonald
- 1914 : The Peacock Feather Fan de Harry A. Pollard
- 1914 : Retribution (it) de Harry A. Pollard
- 1914 : Mlle. La Mode de Harry A. Pollard
- 1914 : The Man Who Came Back de Henry Harrison Lewis
- 1914 : Eugenics Versus Love de Harry A. Pollard
- 1914 : Her Heritage de Harry A. Pollard
- 1914 : The Courting of Prudence de Harry A. Pollard
- 1914 : Jane, the Justice de Harry A. Pollard
- 1914 : The Dream Ship de Harry A. Pollard
- 1914 : The Tale of a Tailor de Harry A. Pollard
- 1914 : Via the Fire Escape de Harry A. Pollard
- 1914 : The Other Train de Harry A. Pollard
- 1914 : A Joke on Jane de Harry A. Pollard
- 1914 : A Suspended Ceremony de Harry A. Pollard
- 1914 : Suzanna's New Suit de Harry A. Pollard
- 1914 : The Silence of John Gordon de Harry A. Pollard
- 1914 : Susie's New Shoes de Harry A. Pollard
- 1914 : The Only Way de Harry A. Pollard
- 1914 : Caught in a Tight Pinch (it) de Harry A. Pollard
- 1914 : The Legend of Black Rock (it) de Harry A. Pollard
- 1914 : Nieda de Harry A. Pollard
- 1914 : Winsome Winnie (réalisateur inconnu)
- 1914 : Dad and the Girls de Frank Cooley
- 1914 : A Rude Awakening (réalisateur inconnu)
- 1914 : The Tightwad (réalisateur inconnu)
- 1914 : Motherhood de Harry A. Pollard
- 1914 : When Queenie Came Back (it) de Harry A. Pollard
- 1914 : Cupid and a Dress Coat (it) (réalisateur inconnu)
- 1914 : Limping Into Happiness (réalisateur inconnu)
- 1914 : Her Younger Sister de Frank Cooley
- 1914 : Brass Buttons (it) de William Desmond Taylor
- 1914 : Love Knows No Law de Frank Cooley
- 1915 : In the Vale of Sorrow de Frank Cooley
- 1915 : The Spirit of Giving de Frank Cooley
- 1915 : A Girl and Two Boys de Frank Cooley
- 1915 : Evan's Lucky Day de Frank Cooley
- 1915 : Which Would You Rather Be? de Frank Cooley
- 1915 : Mrs. Cook's Cooking de Frank Cooley
- 1915 : The Happier Man de Frank Cooley
- 1915 : The Constable's Daughter de Frank Cooley
- 1915 : The Haunting Memory de Frank Cooley
- 1915 : The Doctor's Strategy de Frank Cooley
- 1915 : In the Mansion of Loneliness de Frank Cooley
- 1915 : When the Fire Bell Rang de Frank Cooley
- 1915 : The First Stone de Frank Cooley
- 1915 : Persistence Wins de Frank Cooley
- 1915 : The Castle Ranch (it) de Henry Otto
- 1915 : Oh, Daddy! de Frank Cooley
- 1915 : No Quarter de Frank Cooley
- 1915 : The Face Most Fair de Frank Cooley
- 1915 : Dreams Realized de Frank Cooley
- 1915 : The Soul of the Vase (it) de William Desmond Taylor
- 1915 : The Girl from His Town (it) de Harry A. Pollard
- 1916 : The Dragon de Harry A. Pollard
- 1916 : La Perle des Caraïbes (it) (The Pearl of Paradise) de Harry A. Pollard
- 1917 : L'Infernale Obsession (en) (The Devil's Assistant) de Harry A. Pollard
- 1917 : Jackie, la petite fille qui ne voulait pas grandir (it) (The Girl Who Couldn't Grow Up) de Harry A. Pollard
- 1918 : Humdrum Brown (en) de Rex Ingram
- 1918 : Du sang dans la prairie (Hell Bent ) de John Ford
- 1918 : Le Frère de Black Billy (Three Mounted Men) de John Ford
- 1919 : À la frontière (A Fight for Love) de John Ford
- 1919 : Le Serment de Black Billy (Bare Fists) de John Ford
- 1919 : La Vengeance de Black Billy (Riders of Vengeance) de John Ford
- 1919 : Le Proscrit (The Outcasts of Poker Flat) de John Ford
- 1919 : Le Roi de la prairie (Ace of the Saddle) de John Ford
- 1919 : Black Billy au Canada (Rider of the Law) de John Ford
- 1919 : Tête brûlée (A Gun Fightin' Gentleman) de John Ford
- 1919 : Les Hommes marqués (Marked Men) de John Ford
- 1920 : Overland Red de Lynn Reynolds
- 1920 : Bullet Proof de Lynn Reynolds
- 1920 : Human Stuff (en) de B. Reeves Eason
- 1920 : L'Obstacle (Hitchin' Posts) de John Ford
- 1920 : The White Rider de William James Craft
- 1920 : Sundown Slim (en) de Val Paul (en)
- 1921 : The Freeze-Out de John Ford
- 1921 : The Wallop de John Ford
- 1921 : Red Courage de B. Reeves Eason
- 1921 : Sure Fire de John Ford
- 1922 : Entre deux femmes (Pardon My Nerve!) de B. Reeves Eason
- 1922 : The Bearcat d'Edward Sedgwick
- 1922 : La Manière forte (For Big Stakes) de Lynn Reynolds
- 1922 : The Loaded Door de Harry A. Pollard
- 1923 : Canyon of the Fools (en) de Val Paul (en)
- 1923 : Crashin' Thru (en) de Val Paul (en)